# Eggstedt
Eggstedt település Németországban, Schleswig-Holstein tartományban. Lakosainak száma 733 fő (2023. december 31.).

## Népesség
A település népességének változása:
| Lakosok száma | 754  | 776  | 745  | 763  | 758  | 746  | 733  |
|               | 1975 | 2014 | 2017 | 2019 | 2021 | 2022 | 2023 |